# Goubétto
Goubétto är en ort i Djibouti.   Den ligger i regionen Ali Sabieh, i den sydöstra delen av landet, 24 km sydväst om huvudstaden Djibouti. Goubétto ligger 342 meter över havet och antalet invånare är 2 003.
Terrängen runt Goubétto är kuperad åt nordväst, men åt sydost är den platt. Runt Goubétto är det ganska glesbefolkat, med 26 invånare per kvadratkilometer. Närmaste större samhälle är Holhol, 14,8 km sydväst om Goubétto. Omgivningarna runt Goubétto är i huvudsak ett öppet busklandskap.